# Clara Thalmann
Clara Thalmann, de soltera Clara Ensner, (Basilea, 24 de septiembre de 1908 - Niza, 24 de enero de 1987) fue una periodista, deportista y miliciana suiza que luchó en la guerra civil española.

## Biografía
Clara Ensner nació en Basilea, Suiza, en 1908. Se unió al Partido Comunista de Suiza, aunque en 1925 ya rompió con la línea del partido por su apoyo a la Oposición de Izquierda de León Trotsky. También simpatizó con el anarcosindicalismo español, debido a su programa radical que iba más allá en sus propuestas revolucionarias que el socialismo soviético. En 1928 conoció a Paul Thalmann, su futuro marido, a través de la publicación Basler Volwarts. Fueron expulsados del partido comunista al año siguiente. Juntos, Thalmann y Ensner se hicieron conocidos como una "pareja revolucionaria" ejemplar, que enfatizaba la igualdad de género entre ellos y trabajaban juntos para lograr sus objetivos políticos. En ese momento, desarrolló pasión por la natación y se unió al Club de Natación de Trabajadores Suizos (en alemán: Schweizerischer Arbeiterschwimmclub).

### Guerra civil española
En 1936, Clara Thalmann viajó a Barcelona para la Olimpiada Popular, donde pretendía competir como nadadora. Al estallar la guerra civil española un día antes de la inauguración, se cancelaron los acontecimientos previstos, por lo que se encontró luchando en las barricadas durante la Batalla de Barcelona. Ya simpatizante de la izquierda antiestalinista, se unió al Partido de los Trabajadores de Unificación Marxista (POUM) y ayudó a producir sus transmisiones en alemán.
Se alistó entonces a los anarcosindicalistas de la Columna Durruti, que fueron a luchar al frente de Aragón. Según su marido, Clara atravesó el período caótico de los primeros meses de la guerra civil con relativa facilidad. Rápidamente entró en contacto con otros voluntarios antifascistas europeos, formando el Grupo Internacional de la Columna Durruti. Ella era sólo una del puñado de mujeres extranjeras que lucharon en la línea del frente, estimándose que el 2% de los combatientes de primera línea en las milicias confederales eran mujeres. Más tarde escribió que "apenas se consideraba una pionera o incluso una feminista".
Pronto se desilusionó por las luchas internas que observó entre las filas de los anarquistas españoles y, en cambio, gravitó hacia los comunistas, a quienes consideraba más organizados. A principios de 1937 abandonó la Columna Durruti e intentó incorporarse a las Brigadas Internacionales, pero fue rechazada por el mando de la brigada, que declaró que las mujeres "no tenían lugar en un ejército profesional". Regresó rápidamente a la Columna Durruti pero descubrió que, en su ausencia, las mujeres también habían sido expulsadas de sus filas. Pero su experiencia en la lucha le permitió permanecer en la línea del frente, incluso cuando a otras mujeres voluntarias se les negó la misma oportunidad por voto de los milicianos masculinos.
En abril de 1937, había vuelto a gravitar hacia el POUM, uniéndose al "Batallón de Choque" del partido por un corto tiempo. Luego centró su atención en los conflictos sectarios entre varias facciones trotskistas, ayudando a establecer buenas relaciones entre el POUM y los refugiados antifascistas italianos, que estaban organizados en gran medida en torno a los bolcheviques-leninistas. También conoció al grupo anarquista Amigos de Durruti, que, según ella, estaba bajo la dirección del trotskista alemán Hans Freund (alias "Moulin"). Víctor Alba y Stephen Schwartz cuestionaron la validez de esta acusación, afirmando que había sido motivada por una "incredulidad trotskista" en la capacidad de los anarquistas para actuar sin la intervención marxista y señalando su alineación con acusaciones estalinistas similares contra el grupo.
Durante las Jornadas de Mayo de 1937, se vio envuelta en los combates, encontrándose en una azotea con otros miembros de la milicia del POUM, entre ellos el periodista inglés George Orwell. Tras la victoria de las fuerzas del gobierno republicano, Thalmann y su marido intentaron huir del país en barco, pero fueron capturados y encarcelados por el Partido Comunista de España (PCE). En prisión, se cantaron canciones populares suizas, cambiando algunas líneas para informarse mutuamente sobre lo que estaban siendo interrogados. Los tribunales suizos también la condenaron a prisión, tras haberla juzgado en rebeldía por reclutar suizos para luchar en España. Tras un llamamiento de la Internacional Obrera y Socialista, la pareja fue liberada de su prisión española y decidió huir a Francia.

### Durante y después de la Segunda Guerra Mundial
Tras el estallido de la Segunda Guerra Mundial y la posterior ocupación nazi de Francia, intentó evitar problemas negándose a unirse oficialmente a la Resistencia francesa por su decepción por el colapso del antifascismo en España. Sin embargo, participó en actos individuales de resistencia ayudando a ocultar a los refugiados judíos en París.
Tras la guerra, los Thalmann apoyaron la causa del nacionalismo argelino y agitaron contra el gobierno totalitario del estalinismo en la Unión Soviética. Finalmente se desilusionaron por ambos bandos de la Guerra Fría y renunciaron a la actividad política. En 1953 se mudaron a la Riviera Francesa y compraron un terreno cerca de Niza. Allí establecieron la "pensión Serena", que formó una comunidad igualitaria. Con el desarrollo de la contracultura en la década de 1960, los Thalmann regresaron al activismo, trabajando con los estudiantes activistas de la Nueva Izquierda.

### Vejez
Al final de su vida, los Thalmann participaron en documentales sobre sus biografías y publicaron sus memorias personales, que se publicaron poco antes de la muerte de Paul Thalmann en 1980. La fidelidad de muchas de las acusaciones hechas en sus memorias fue cuestionada por Víctor Alba y Stephen Schwartz, quienes aconsejaron cautela al leerlas como fuente primaria. Cuando Burnett Bolloten interrogó a la propia Clara sobre las acusaciones de su marido de que miembros de derechas del POUM habían disparado contra trotskistas, ella afirmó no haber tenido conocimiento de tales ejecuciones.
En 1983, tras la transición española, Clara Thalmann y el anarquista alemán Augustin Souchy viajaron de regreso a España y visitaron los lugares en los que habían luchado durante la guerra civil española. Al año siguiente, lamentó los excesos del Terror Rojo en España, en particular en desacuerdo con las ejecuciones de monjas que habían resultado del estallido de violencia al comienzo de la guerra. Tras regresar de su viaje, Clara Thalmann murió en Niza en 1987.

## Publicaciones
- Thalmann, Clara; Thalmann, Paul (1977). Revolution für die Freiheit Stationen e. polit. Kampfes Moskau, Madrid, Paris (en alemán) (2 edición). Hamburg: Verlag Association. ISBN 978-3-880320-46-8. OCLC 256628548.[33]
- Thalmann, Clara; Thalmann, Paul (1983). Combats pour la liberté, Moscou, Madrid, Paris (en francés). Paris: Spartacus. ISBN 978-2-902963-00-3. OCLC 28835323.[34]
- Thalmann, Clara; Souchy, Augustin (1985). Die lange Hoffnung. Erinnerungen an ein anderes Spanien (en alemán). Grafenau: Trotzdem-Verlag. ISBN 978-3-922209-54-6. OCLC 230821451.[25]